# Витязь (корвет, 1884)
«Витязь» — парусно-винтовой корвет, первый русский цельнометаллический бронепалубный крейсер «корветского ранга» — предшественник русских бронепалубных крейсеров 2-го ранга. Спроектирован и построен в рамках выполнения судостроительной программы 1881 года.
Имя прославленного корвета «Витязь» навсегда вошло в историю мирового мореплавания. В ряду двадцати самых прославленных кораблей мира, имена которых начертаны на фронтоне Международного океанографического музея в Монако, упомянут только один российский корабль — «Витязь».
Заслуга в этом принадлежит первому командиру корабля — адмиралу Степану Осиповичу Макарову. Его научный труд «„Витязь“ и Тихий океан» с подробным изложением результатов океанографических исследований, выполненных экипажем корвета получил международное признание и широкую известность.

## Постройка и подготовка к плаванию
«Витязь» заложен на Галерном острове в Петербурге 16 августа 1883 года на Франко-русском заводе, знаменитым кораблестроителем, инженером-самоучкой П. А. Титовым. Спущен на воду 23 октября 1884 года. Командиром назначен капитан 1-го ранга С. О. Макаров.
Не любивший вмешательства в свои дела П. А. Титов позволял это лишь С. О. Макарову, который постоянно предлагал различные усовершенствования. Ещё два года «Витязь» оставался на достройке и всё это время С. О. Макаров принимал самое деятельное участие в этой работе. Для своего корвета он даже спроектировал особый паровой катер с необычными обводами. Построенный в Кронштадте, это катер получил название «Меч» и давал более 17 узлов хода.
Особое внимание С. О. Макаров уделял подбору офицеров. Более половины из них составляли выпускники Морского училища 1884 года, которых приметил ещё в 1883 году во время практического плавания по Балтийскому морю. Именно на них С. О. Макаров возлагал особые надежды, связанные с осуществлением своих замыслов.

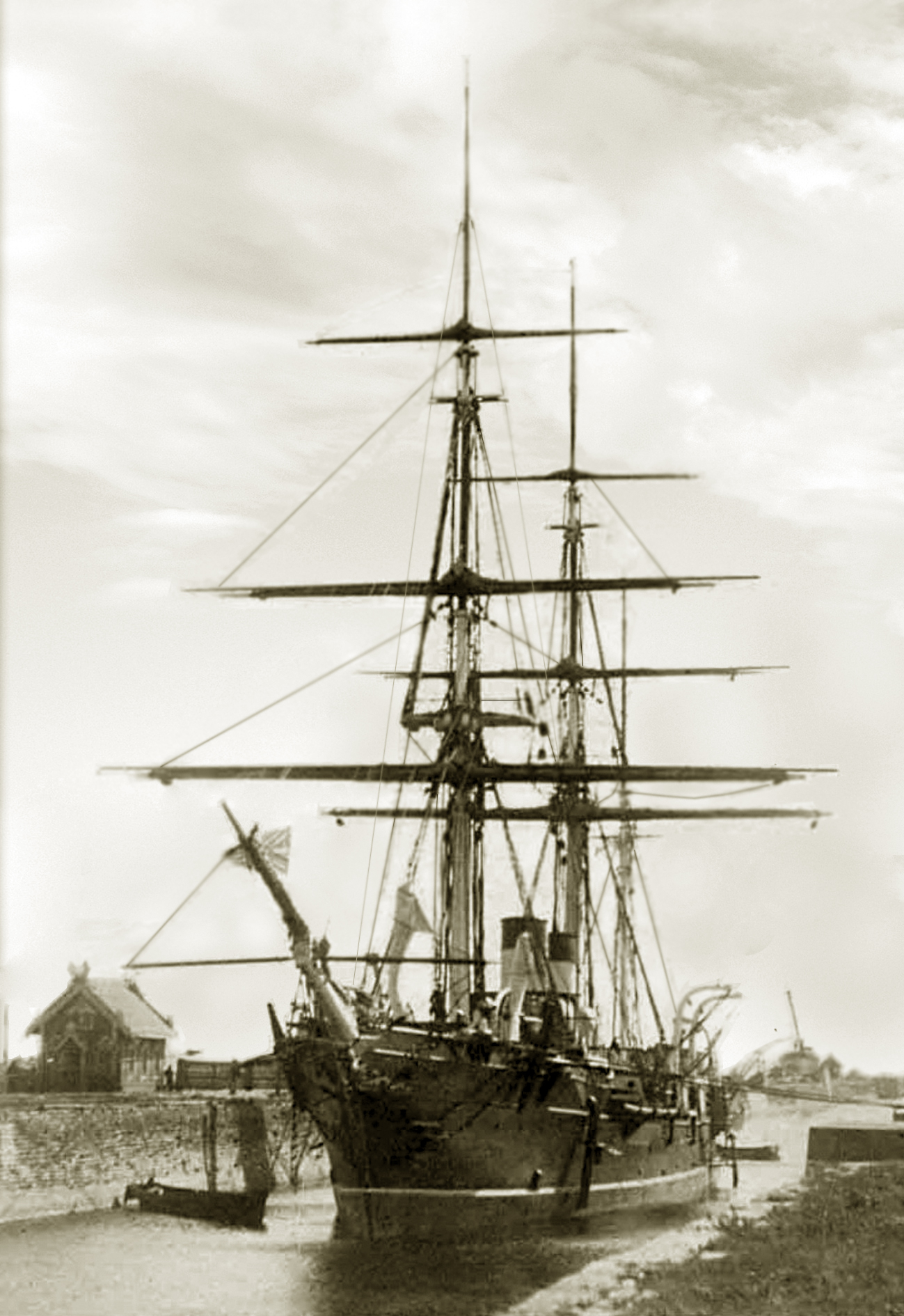
Корвет Витязь в Кронштадте

С. О. Макаров видел не только достоинства, но и недостатки корвета. Ещё до начала путешествия он писал:

«Какая жалкая индикаторная сила и скорость для небронированного судна в 3 000 тонн. Корвет можно считать неудачным в смысле хода, но не моё дело об этом разглашать. Дело командира составить имя своему судну и заставить всех офицеров полюбить его и считать несравненно выше других судов, даже и по качествам».
Корабль оказался одним из последних военных кораблей «переходного периода», то есть был совершенным парусником и одновременно имел самую лучшую и мощную для того времени паровую машину. Первым из русских кораблей, «Витязь» целиком был построен из судостроительной стали и имел бронированную палубу.
Тем не менее корвету с самого начала крайне не везло. При спуске с эллинга был потерян руль и повреждены ахтерштевень и дейдвуд. Оказалось, что русло Невы в этом месте было недостаточно углублено и корпус корабля ударился о дно реки. Для ремонта «Витязя» П. А. Титов спроектировал специальный плавучий кессон, но работы затянулись на несколько месяцев.
С точки зрения Морского ведомства первое океанское плавание корвета предполагалось вполне рядовым и осуществлялось с целью усовершенствования морской подготовки личного состава корабля. Однако, С. О. Макаров решил воспользоваться случаем и заняться полномасштабными океанологическими исследованиями на всём пути следования корвета. На собственные средства он закупил оборудование, инструменты, приборы и специальную литературу. Все офицеры, часть унтер-офицеров и даже многие нижние чины заранее были предупреждены о планах своего командира; многие из них изъявили желание принять участие в этой работе.

## Служба

### Переход в Тихий океан
31 августа корвет «Витязь» с экипажем в 372 человека из Военной гавани Кронштадта вышел в море.
Первую половину пути «Витязь» следовал по маршруту: Кронштадт → Киль → Гётеборг → Портсмут → Брест → Эль-Ферроль → Лиссабон → остров Мадейра → острова Зеленого Мыса.
При подходе к Лиссабону 13 октября «Витязь» попал в жестокий двенадцатибалльный шторм, что выявило некоторые конструктивные недоработки. В Лиссабоне во время исправления повреждений были внесены необходимые изменения в отдельные узлы корабля, что повысило его мореходные качества в штормовую погоду.
Далее корвет пересек Атлантический океан и 20 ноября 1886 года вошёл в гавань Рио-де-Жанейро.
Спустя месяц, благополучно пройдя Магелланов пролив, 6 января 1887 года «Витязь» прибыл в чилийский порт Вальпараисо.
Следующий переход через Тихий океан до Японских островов оказался самым долгим. На пути в девять с половиной тысяч морских миль корвет имел лишь две остановки — на Маркизовых и Сандвичевых островах.
Наконец, в марте 1887 года «Витязь» бросил якорь на рейде Иокогамы. Плавание до Японии заняло более полугода.

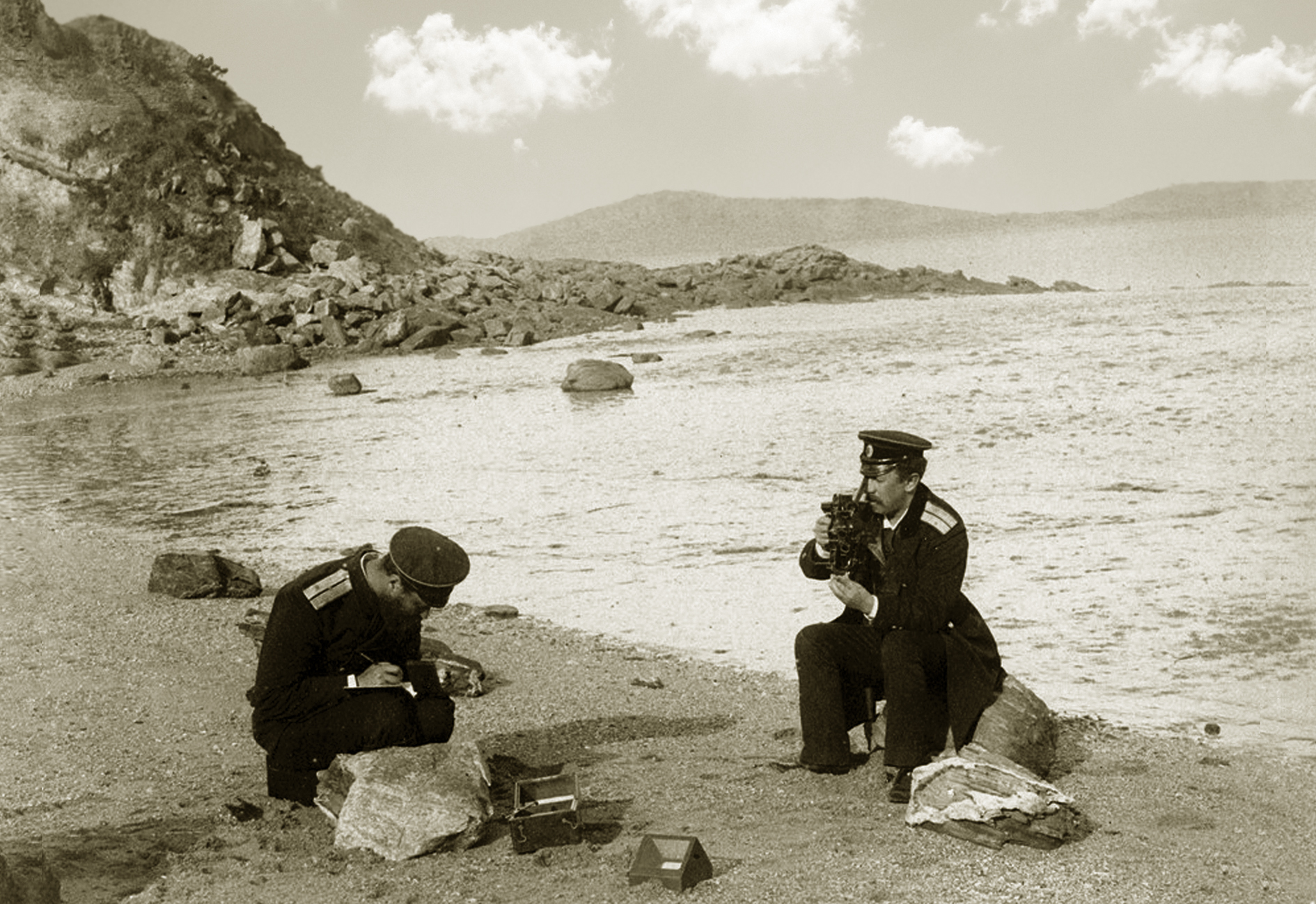
Офицеры корвета «Витязь» ведут научные наблюдения. 1886—1889 годы

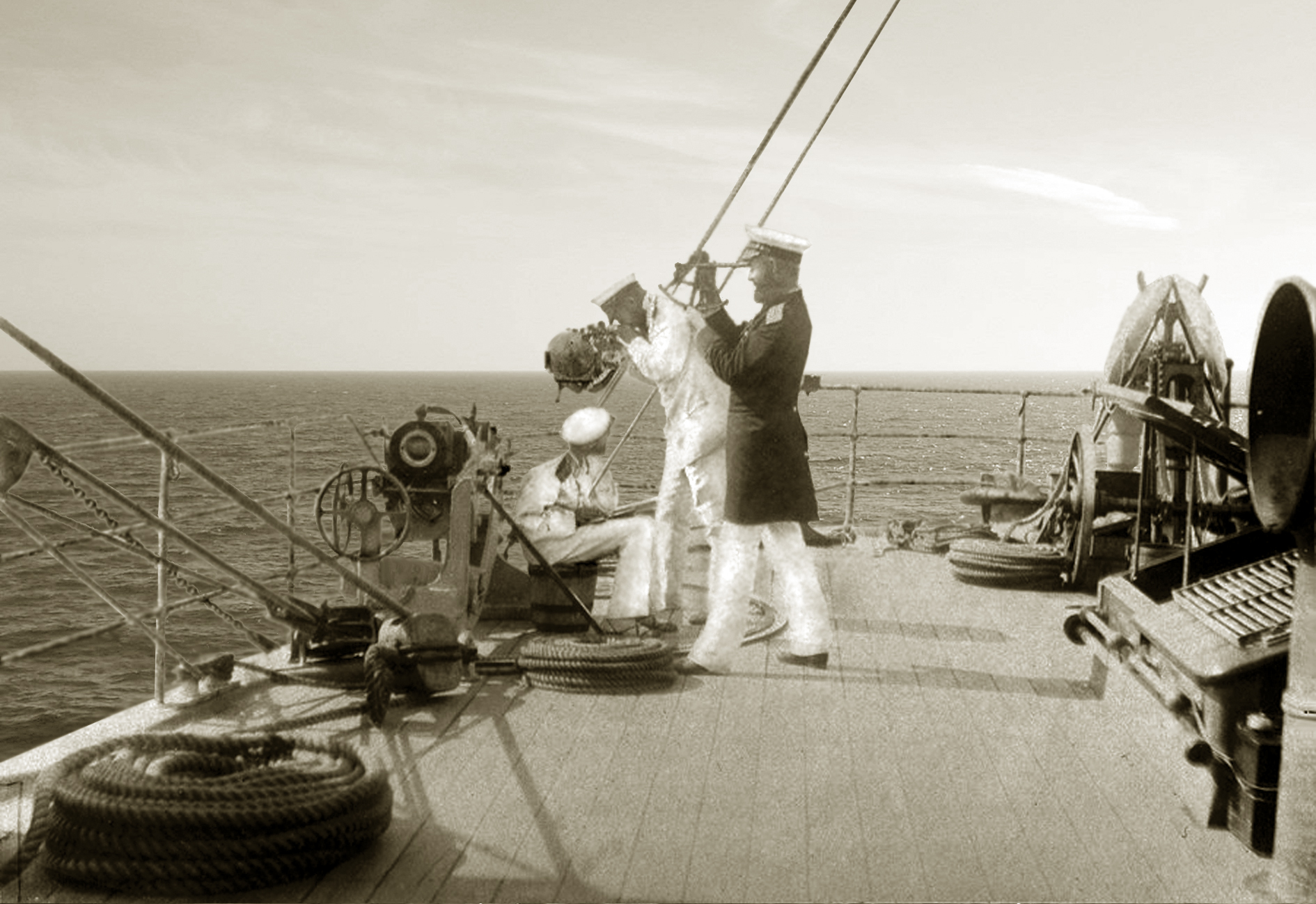
Офицеры корвета «Витязь» ведут научные наблюдения. 1886—1889 годы

Во время плавания экипаж корвета под руководством командира выполнил колоссальный объём исследовательских работ. Каждые четыре часа, независимо от погоды и времени суток, измерялись температура и удельный вес морской воды, промерялись глубины, исследовались морские течения, определялись и многие другие параметры. Некоторые наблюдения велись с периодичностью каждые пять или десять минут.
С. О. Макаров писал:

«Я очень рад, что встретил в господах офицерах большое сочувствие к различным гидрологическим и метеорологическим наблюдениям. Доктор медицины Шидловский работает с ареометром, мичмана Кербер и Шаховский считаются хозяевами: первый — барометра, второй — анемометра, что же касается старшего штурманского офицера подпоручика Розанова, то он работает с флюктометром, заведует добыванием воды и ведёт общий журнал всем наблюдениям, приводя поправки, и вообще наблюдает за всеми работами».
Сведения об этом путешествии отрывочны. Фундаментальный труд С. О. Макарова «„Витязь“ и Тихий океан» посвящён большей частью результатам научных исследований, проведенных на корвете. Отдельные эпизоды жизни и быта экипажа сохранились в дневниках и письмах С. О. Макарова к жене и, как ни странно, в воспоминаниях самого юного путешественника — Николая Иениша. Сыну старшего артиллерийского офицера В. Х. Иениша (брата контр-адмирала Н. Х. Иениша) тогда было только 6 лет. Позже он писал:

«Очень торжественно проходили на „Витязе“ воскресные и праздничные дни, если погода не была штормовая. Макаров всегда лично читал Морской устав, весьма декоративно расположившись спиной к полу-юту перед световым ликом кают-компании, обычно в виц-мундире, при белых брюках с обнаженной блестящей лысиной над высоким, могучим лбом, с широкой, расчесанной на две стороны русой бородой… Читал он громко, медленно, внятно. Команда благоговейно слушала, фуражки „на молитву“… Никогда позже я не видел столь торжественного чтения Устава…»

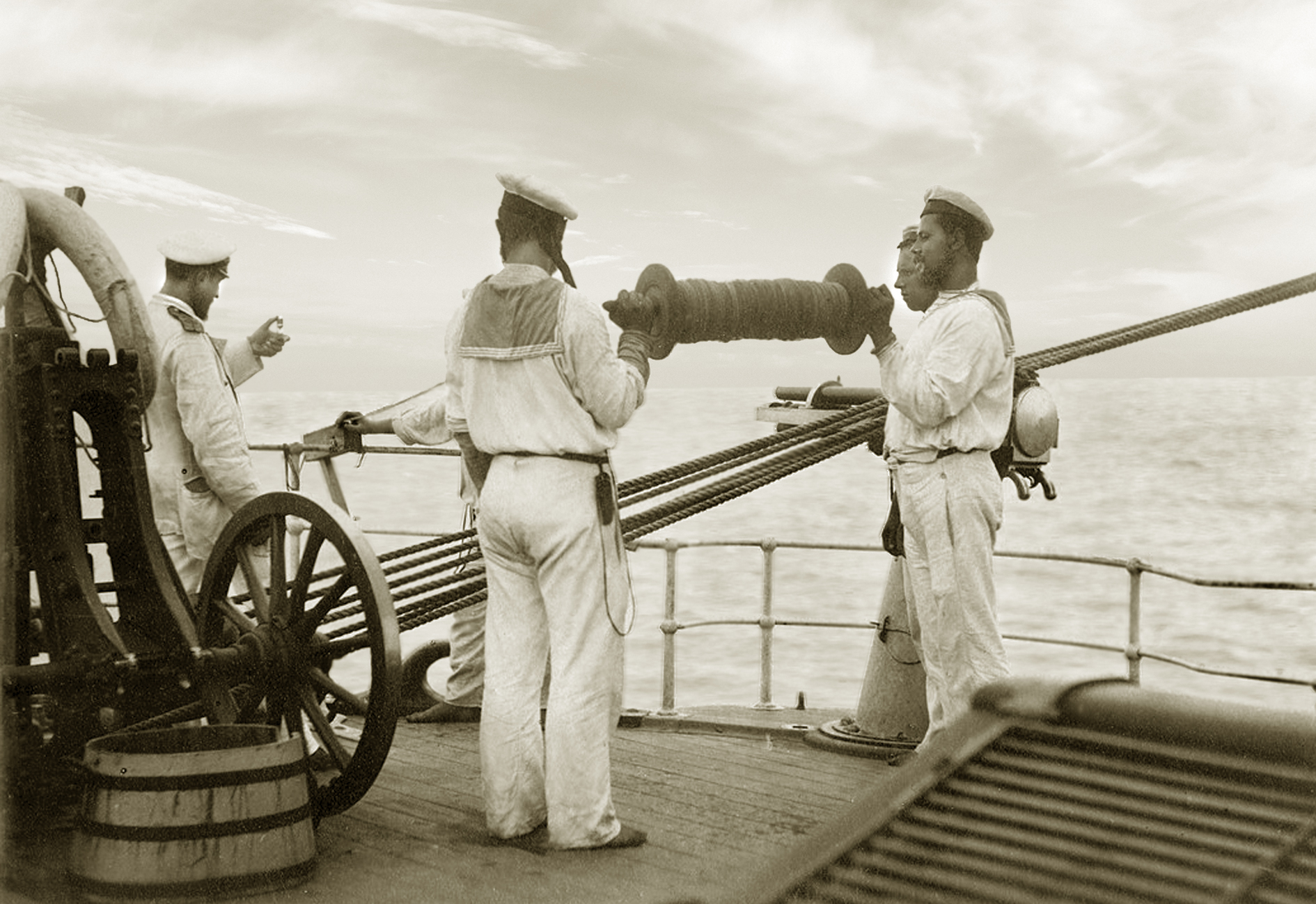
Офицеры корвета «Витязя» ведут научные наблюдения. 1886—1889 годы

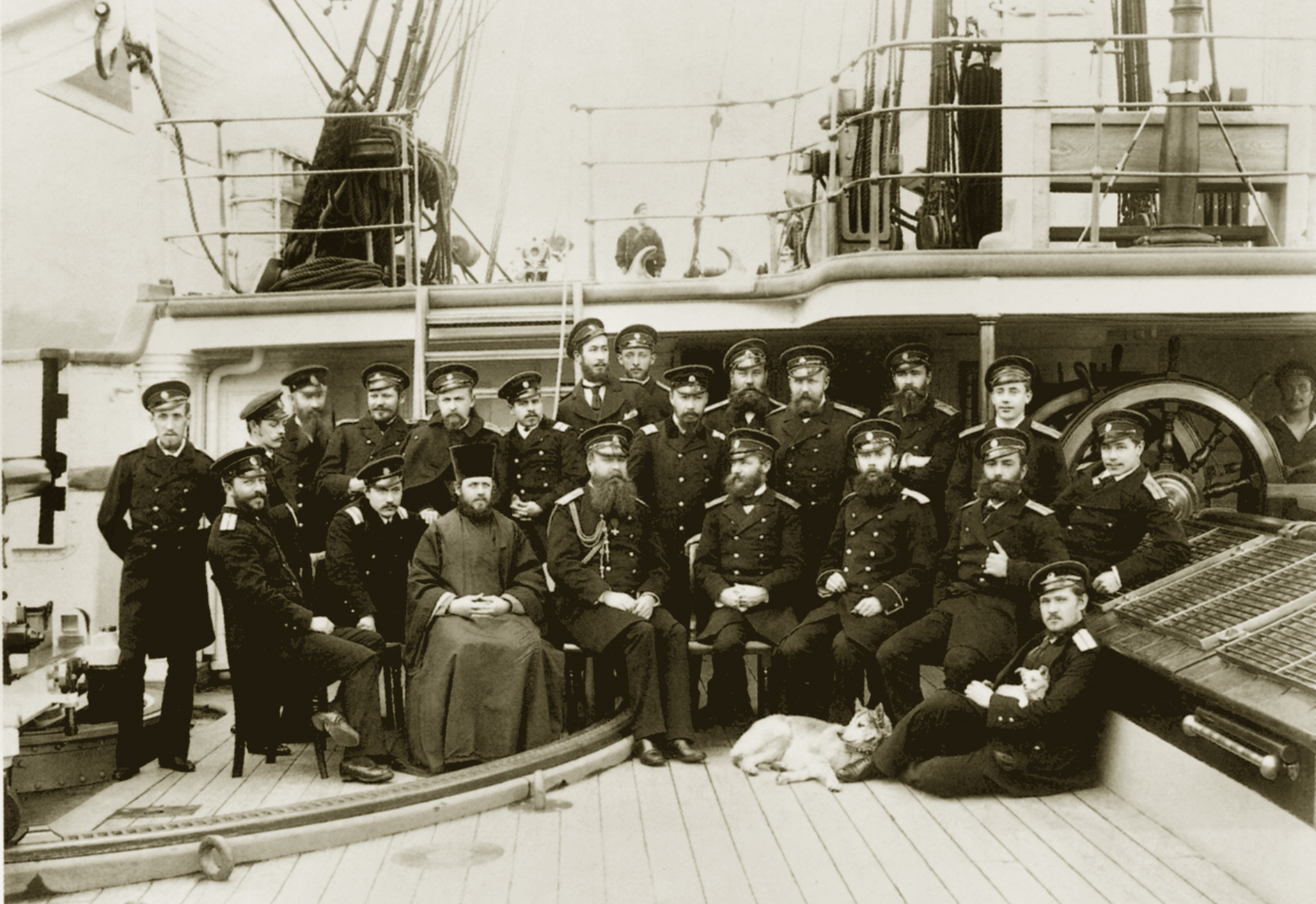
Офицеры корвета «Витязь». 1886—1889 годы

В своих письмах к жене сам Степан Осипович чаще писал о посещении тех экзотических мест, куда заходил «Витязь». Например, с острова Нукагива он сообщал:

«Мы пришли сюда 22 февраля 1887 года. … Здесь мы наделали большого шуму. Я устроил народное гулянье, на которое пригласил весь народ. „Благородных“, то есть таких, которые ходят в галстуках, угощали на стульях, а остальных — на разостланном парусе. Все это в тени пальмового сада… Гулянье вышло прекрасное. Наши матросы отличались в танцах, каначки тоже танцевали. Вчера была охота, причём все жители подносили мне подарки, куски какой-то материи…».
Во время путешествия было сделано несколько сотен фотографий. По распоряжению С. О. Макарова этим занимался мичман Константин Шульц.
В Иокогаме и Нагасаки, где в те годы нередко базировались русские корабли, «Витязь» пробыл несколько месяцев. После ремонта корвет вошёл в состав Тихоокеанской эскадры вице-адмирала В. П. Шмидта и пришёл во Владивосток. 8 июля 1887 года, спустя десять месяцев от начала путешествия, экипаж вновь ступил на российскую землю.

### Дальнейшая служба
Почти полгода в составе эскадры Шмидта «Витязь» принимал участие в учебных походах по Охотскому и Японскому морям.

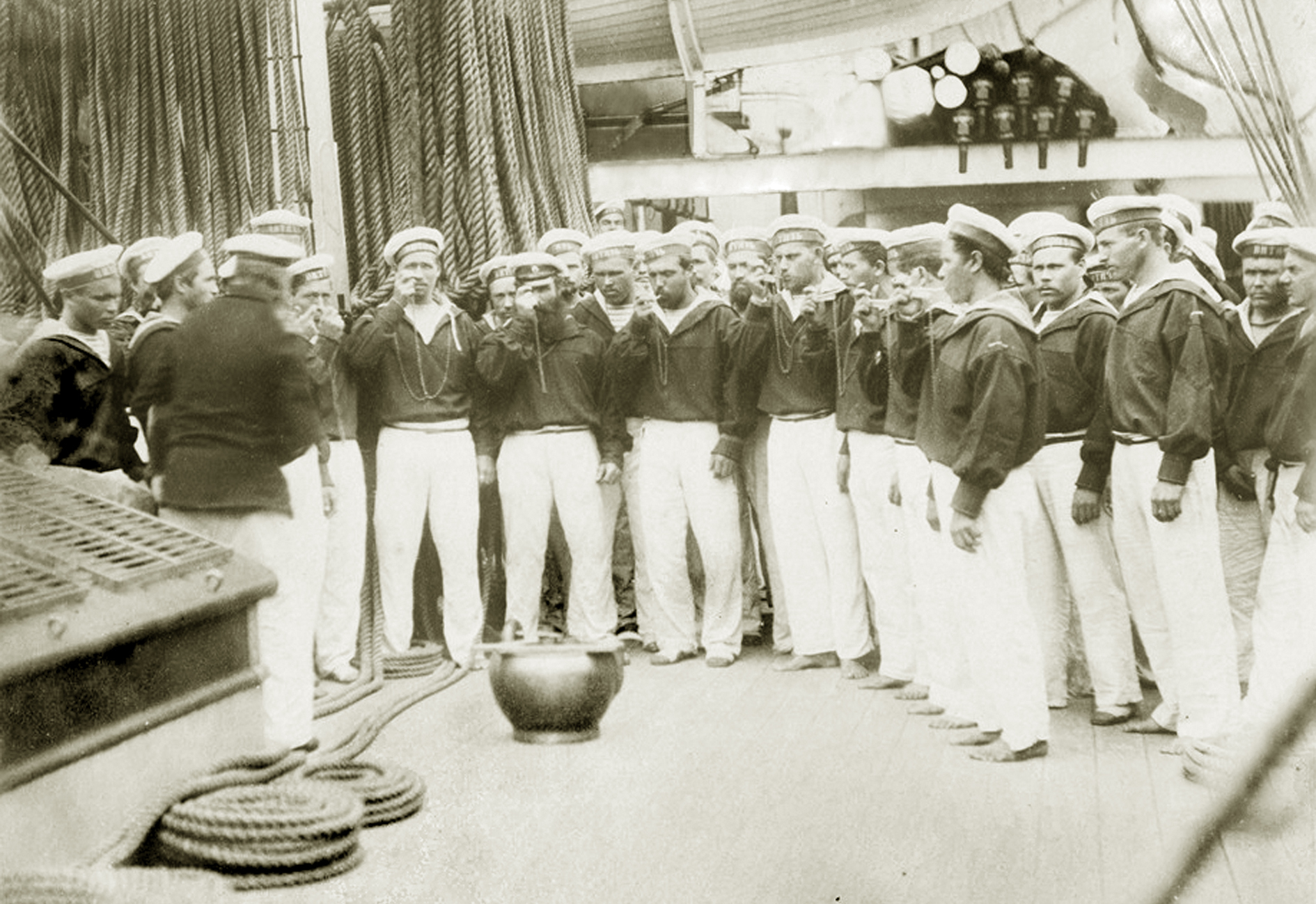
Моряки корвета «Витязь» 1886—1889 годы

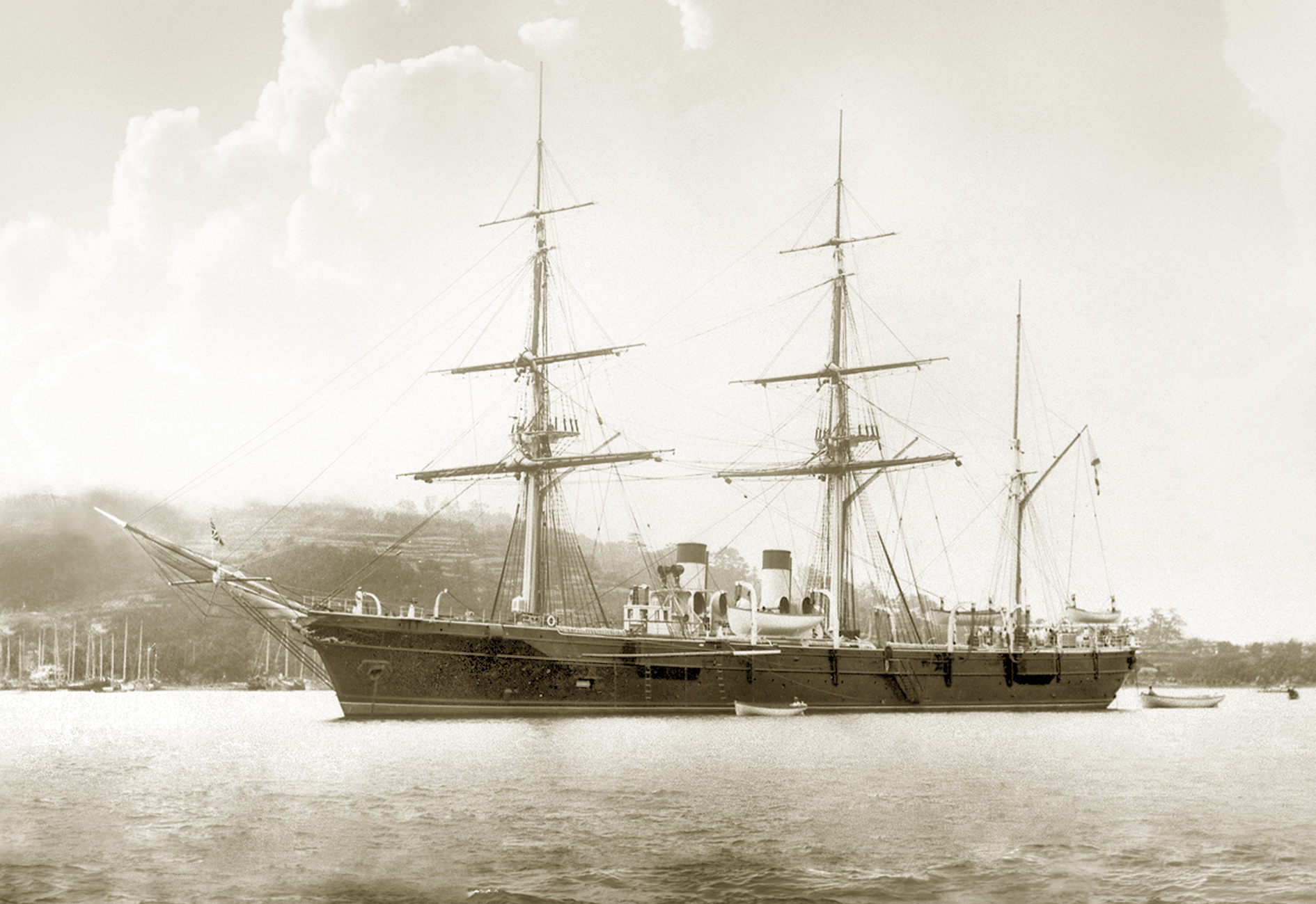
Корвет Витязь на Дальнем Востоке. 1886—1889 годы

Экипаж корвета регулярно занимался всеми возможными в походных условиях боевыми учениями. Особенно много внимания С. О. Макаров уделял своему любимому минному делу. Многократно проводились стрельбы минами Уайтхеда, постановки учебных минных заграждений.
Позже, в «Известиях по минному делу» (1890)
были опубликованы замечания С. О. Макарова по постановке мин на основании опыта, полученного им на «Витязе».

### Гидрографические работы в Японском море
В середине ноября 1887 года ситуация резко изменилась. Из Морского ведомства пришёл приказ, согласно которому «Витязь» получил самостоятельное задание. В связи с обострением обстановки на Дальнем Востоке и возможным разрывом отношений с Японией С. О. Макарову было предписано исследовать береговую линию материковой части Японского моря с точки зрения возможности создать стоянки для кораблей Тихоокеанской эскадры.
В результате полугодовых исследований впервые на карту были нанесены ранее не отмеченные бухты, небольшие острова, мысы, банки, глубины. На правах первооткрывателей команда по своему усмотрению давала названия этим географическим объектам. Обстоятельные отчёты, представленные С. О. Макаровым в Морское ведомство, легли в основу планов многих строительных работ военного характера, предпринятых впоследствии на Дальнем Востоке.
Корвет «Витязь» выполнил ещё ряд ответственных заданий, посетив Петропавловск-Камчатский, остров Беринга и остров Медный.
В Охотском море пришлось выдержать два сильнейших шторма, во время одного из которых волной сорвало и унесло катер. Были получены и другие, хотя и незначительные, повреждения. По возвращении во Владивосток, «Витязь» был поставлен на текущий ремонт, который завершился лишь через два месяца уже в Иокогаме.

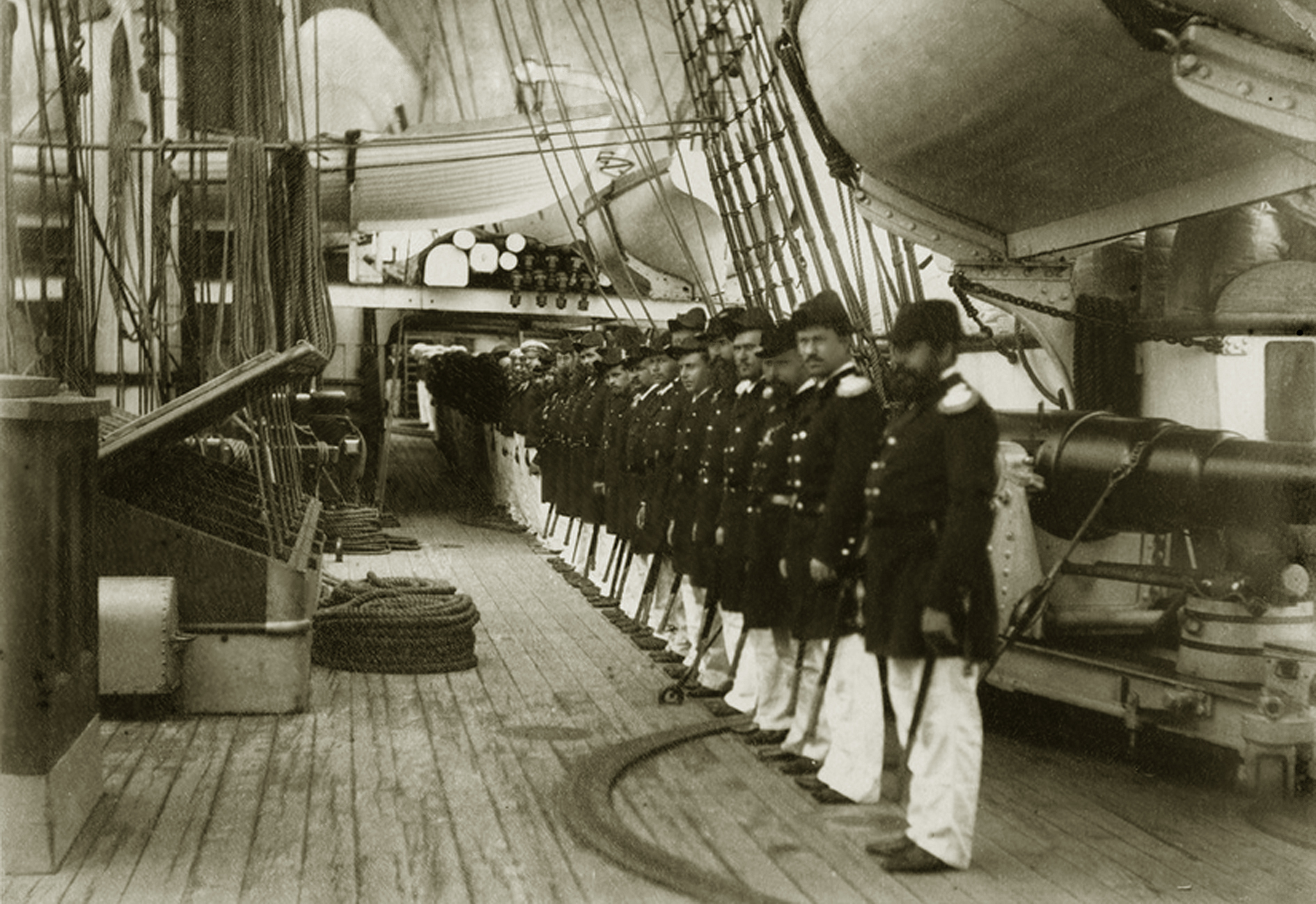
Возможно, последнее построение офицеров корвета «Витязь». 1889 год.

### Возвращение на Балтику
В начале ноября 1888 года «Витязь» отправился в обратное плавание в Санкт-Петербург. Этот второй отрезок пути корвет проделал уже другим путём.
Плавание проходило через Индийский океан, Красное море, и Суэцкий канал с выходом в Средиземное море. Далее через Гибралтарский пролив корвет вышел в Атлантический океан и, обогнув Европу, вошел в Балтийское море. На обратный путь потребовалось ещё почти семь месяцев плавания. По пути «Витязь» заходил в Гонконг, Пан-Ранг, Сайгон, Сингапур, на Суматру, в Коломбо, Аден, Суэц, Пирей, Мальту, Алжир, Кадикс, Шербур и Копенгаген.
В переходе из Тихого океана на Балтику под руководством С. О. Макарова была продолжена программа детальных океанологических исследований.
20 мая 1889 года «Витязь» стал на Большом рейде Кронштадта; путешествие, продолжавшееся почти три года, окончилось. Экипажу в Кронштадте была устроена торжественная встреча.

### Итоги кругосветного путешествия корвета «Витязь»

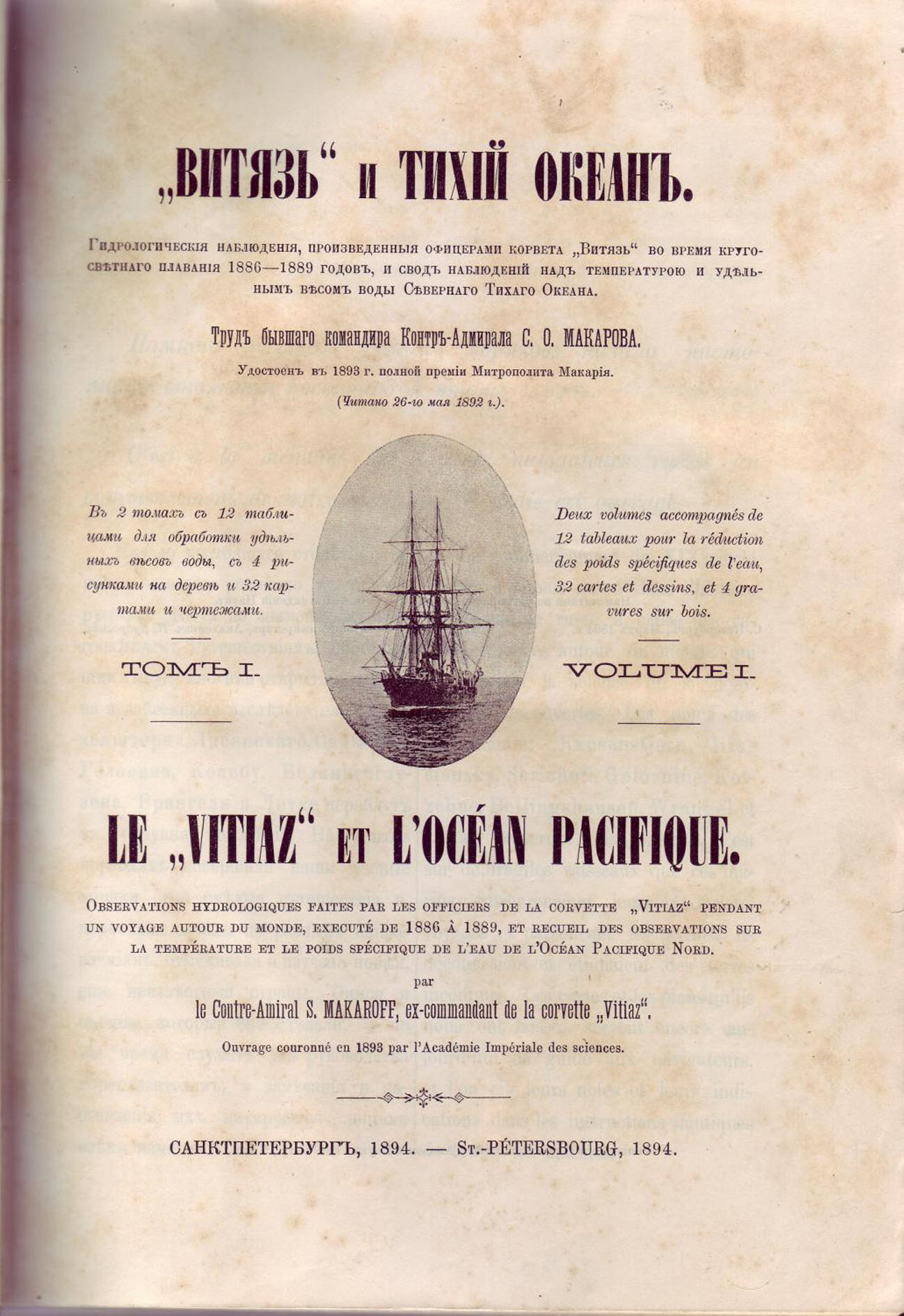
Обложка книги С. О. Макарова «Витязь» и Тихий океан.

Путешествие на корвете навсегда вошло в историю мирового мореплавания. «Витязь» пересек три океана, не потерпев ни одной сколь-либо значимой аварии. Корвет потерял трёх членов экипажа. Один матрос скончался от болезни в самом начале пути и был похоронен во французском порту Брест. Другой матрос, заболев, умер в 1887 году; его могила находится на Русском кладбище в Нагасаки. Ещё один матрос во время такелажных работ сорвался с реи и упал за борт. Тела его так и не нашли.
Главное, чего добился в плавании С. О. Макаров — это то, что он воспитал такой высокоподготовленный и слаженный экипаж, которого до него не существовало на русском флоте. Барон Ф. Ф. Врангель, встречавший «Витязь» в Кронштадте, писал:

«Щегольской вид судна и команды, быстрота и отчётливость всех манёвров, производившихся на корвете „Витязь“ после его возвращения из плавания, служили наглядным доказательством, что научные наблюдения не были помехой для строевой службы, а лишь расширили кругозор офицеров, внося новый, облагораживающий интерес в их службу».

Через 5 лет после путешествия в 1894 году вышел в свет труд С. О. Макарова. под названием: «„Витязь“ и Тихий океан» — это были два тома, содержащие около тысячи страниц текста, большое количество различных приложений и таблиц. Сам С. О. Макаров отмечал, что эта книга подводила итог коллективному исследованию. В подзаголовке книги значилось: «Гидрологические наблюдения, проведенные офицерами корвета „Витязь“ во время кругосветного плавания 1886—1889 гг.». В начале книги автор писал:

«Я с великим удовольствием упоминаю молодых наблюдателей по старшинству: мичман Мечников, Митьков, Максутов, Кербер, Шульц, Шаховский, Пузанов и Небольсин. Особенно же много потрудился младший штурман подпоручик Игумнов».
На следующий год после выхода книги, за выдающийся вклад в науку, её автор С. О. Макаров был награждён Русским Географическим обществом Золотой медалью имени графа Ф. П. Литке.

### Экипаж корвета «Витязь» во время плавания 1886—1889 годов
- Макаров, Степан Осипович., командир корабля, Флигель-адъютант, капитан 1-го ранга.
- Вирениус, Андрей Андреевич, старший офицер, капитан 2-го ранга.
- Иениш Виктор Христианович (1852—1893), старший артиллерийский офицер, лейтенант. Признанный специалист в области корабельной артиллерии, автор нескольких статей по использованию артиллерии на море. Последнее воинское звание — капитан 2-го ранга. Был командиром броненосной лодки «Русалка» во время её гибели в 1893 году.
- Кубе-Браузер Эрнест Иванович, ревизор корабля, лейтенант. После корвета «Витязь» служил на Балтике, в 1890 году плавал на судне «Первенец».
- Андреев Константин Петрович, лейтенант.
- Шидловский Франц Иванович, врач корабля, доктор медицины. После корвета «Витязь» служил в Кронштадте врачом водолазной школы. В 1894 году в составе водолазной партии, участвовал в поисках броненосной лодки «Русалка» на которой погиб В. Х. Иениш. Автор многочисленных экспериментальных работ в области «глубоководной медицины».

Мичманы (вахтенные офицеры) по старшинству:
- Мечников Александр Евграфович — окончил Морское училище (1883). После корвета «Витязь» вместе с К. Ф. Шульцем служил на крейсере «Разбойник». Последнее звание — капитан 2-го ранга. Участник Гражданской войны на Чёрном море. В составе русской эскадры ушёл в Бизерт.
- Митьков — в списках выпускников Морского училища не значится. Фамилия упоминается в списке С. О. Макарова.
- Князь Максутов Александр Дмитриевич — окончил Морское училище (1883). После плавания на корвете «Витязь», в 1891 году был произведён в лейтенанты. Служил на корвете «Рында», позже — на клипере «Стрелок».
- Кербер, Людвиг Бернгардович — окончил Морское училище (1884).
- Шульц, Константин Фёдорович — окончил Морское училище (1884).
- Князь Шаховский, Владимир Владимирович (1864—1930) — окончил Морское училище (1884). После службы на «Витязе», в 1890 году зачислен в запас. Служил земским начальником в ряде уездов Российской империи. С 1909 года статский советник С августа 1916 года вернулся лейтенантом на флот с зачислением в Черноморский флотский экипаж. Во время Гражданской войны — старший офицер линкора «Ростислав», затопленного экипажем в Керченском проливе накануне эвакуации из Крыма. В Бизерт прибыл командиром канонерской лодки «Страж». Скончался в городе Тунисе 15 августа 1930 года.
- Пузанов Сергей Николаевич — окончил Морское училище (1884). После службы на корвете «Витязь» вместе с Л. Б. Кербером — на крейсере «Россия», затем вышел в отставку, поселился в собственном доме в Сестрорецке близ Петербурга, где построил (станция Белоостров) кирпичный завод.
- Небольсин, Аркадий Константинович — окончил Морское училище (1886). Ушёл в плавание унтер-офицером. Выпущен из училища 29 сентября 1886 года[8]

Штурманы:
- Розанов, старший штурманский офицер, подпоручик.
- Игумнов Александр, младший штурман, подпоручик. В 1905 году в чине капитана служил на кораблях Каспийской флотилии.

Юнга
- Иениш, Николай Викторович (1880—1966). После похода на «Витязе» окончил Морской Кадетский Корпус и в 1899 году произведён в мичманы. Окончил Минный офицерский класс и зачислен в минные офицеры 2 разряда. В 1901—1902 годах — в заграничном плавании на мореходной канонерской лодке «Терец». В апреле 1904 года назначен в распоряжение коменданта крепости Порт-Артур, затем минный офицер миноносца «Безпощадный». Интернирован на нём в Циндао после боя 28 июля 1904 года в Жёлтом море. В 1915 году — начальник дивизиона заградителей и заведующий делами минных заграждений в Чёрном море. Во время Гражданской войны воевал на стороне белых в Чёрном море. В составе русской эскадры ушёл в Бизерту.

### Второе плавание на Дальний Восток и гибель «Витязя». 1891—1893 годы

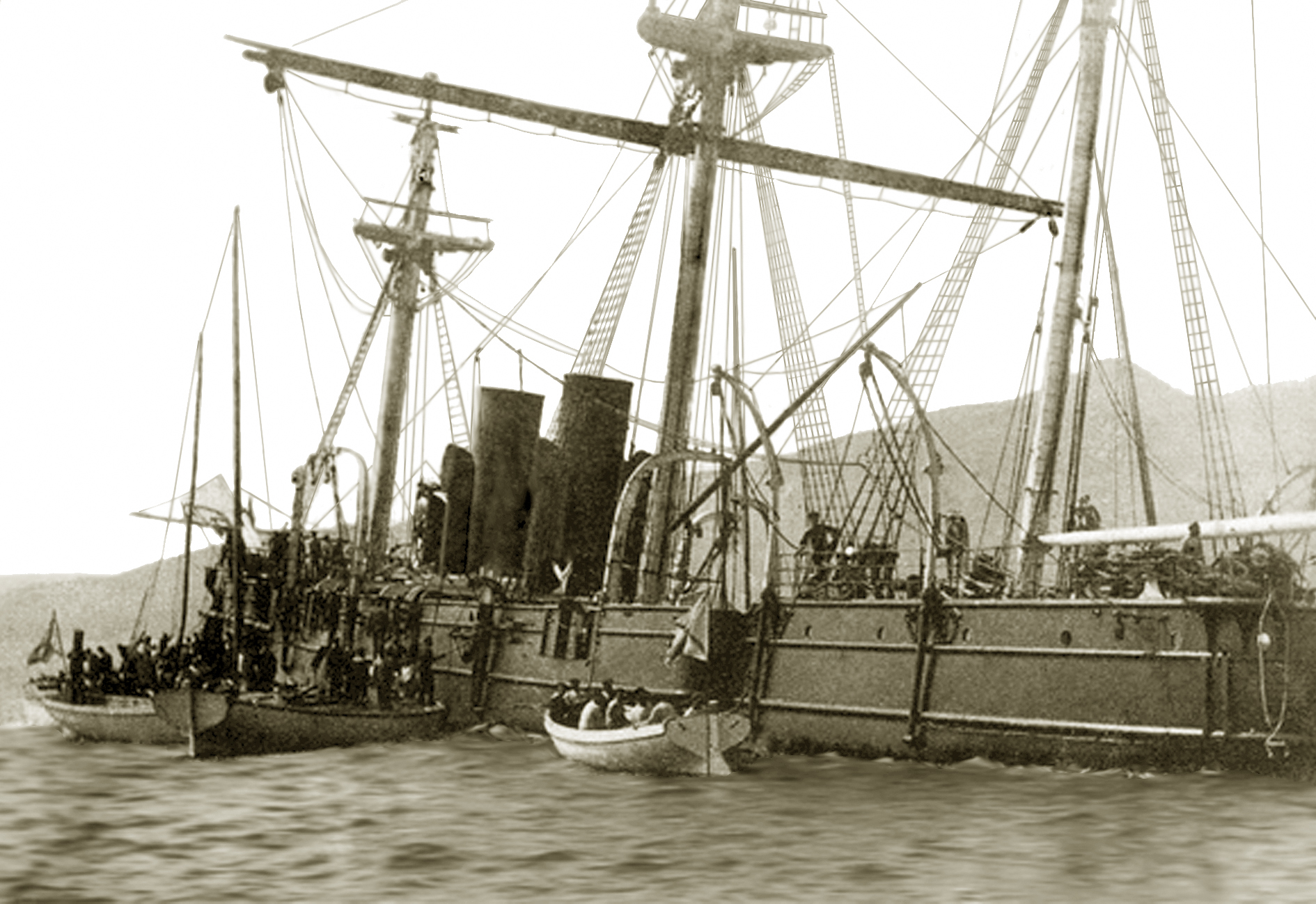
Корвет «Витязь» на камнях в районе порта Лазарева. 1893 г.

Осенью 1891 года под командованием капитана 1-го ранга С. А. Зарина и с другим экипажем корвет «Витязь» вышел из Кронштадта во второе плавание к берегам Дальнего Востока в Тихом океане.
По прибытии к месту службы, летом 1892 года корвет вошёл в состав Тихоокеанской эскадры и по примеру прошлой экспедиции занялся активными гидрологическими исследованиями.
Экипажем были описаны и нанесены на карту множество объектов. «Витязь» стал именоваться крейсером 1-го ранга (1893).
28 апреля (10 мая) 1893 года при очередных картографических работах в Японском море в районе порта Лазарева (ныне северокорейский порт Вонсан) «Витязь» потерпел крушение, наскочив на подводные камни. Сняться своими силами возможности не было, иные корабли, которые могли бы провести спасательную операцию, в ближайших водах отсутствовали. С усилением волнения моря корабль стало сильно бить об камни, причиняя новые повреждения корпусу, трюмы стали заполняться водой. Были приняты все меры к заделке пробоин, но результата они не дали, было затоплено машинное отделение. К вечеру 29 апреля команда вывезла с корабля наиболее ценные предметы и покинула судно, разбив палаточный лагерь на берегу. В последующие дни команда ежедневно прибывала на корабль, демонтируя и свозя на берег всё ценное, включая артиллерию и боеприпасы. Спасательная операция продолжалась около месяца. В ней приняли участие корабли, прибывшие с адмиралом С. П. Тыртовым из Владивостока (крейсера «Адмирал Корнилов», «Россия» и «Забияка», канонерские лодки «Бобр» и Сивуч, транспорт «Алеут» и другие). Был выполнен огромный объём работ: удалось доставить из Японии водоотливные помпы, понтоны и средства для заделки пробоин, заделали все пробоины и осушили большинство затопленных помещений корабля, установили дополнительные переборки в корпусе, взорвали наиболее опасные камни, на которых сидел корабль. Уже была назначена дата операции по снятию «Витязя» с камней — но всё оказалось тщетно. 31 мая вновь резко усилился ветер, волнами корабль вновь разбило о камни, в результате оторвалась и затонула носовая часть корабля вплоть до мостика вместе с фок-мачтой. В результате адмирал Тыртов принял решение о прекращении спасательной операции. Пришлось ограничиться снятием с крейсера вооружения, ценного навигационного и корабельного оборудования, некоторых механизмов. С 8 июня началась эвакуация команды, спасателей и спасённого оборудования во Владивосток, завершившаяся 20 июня.
В этой эпопее приняли участия двое бывших членов «макаровского» экипажа «Витязя» А. Е. Мечников и К. Ф. Шульц, которые служили на крейсере «Разбойник» и наблюдали последние минуты жизни прославленного корабля.
До своей гибели у берегов Кореи «Витязь» прослужил менее 7 лет.

## Память

### Названия на карте, нанесенные первой экспедицией корвета «Витязь»
- Мыс Андреева. Бухта Троицы, залив Посьета, залив Петра Великого, Японское море. Обследован в 1888 г. экипажем корвета «Витязь». Тогда же назван по фамилии члена экипажа Константина Петровича Андреева.
- Мыс Небольсина. Бухта Троицы, залив Посьета, залив Петра Великого, Японское море. Обследован в 1888 г. экипажем корвета «Витязь». Тогда же назван по фамилии члена экипажа мичмана Аркадия Константиновича Небольсина.
- Остров Браузера. Залив Посьета, залив Петра Великого, Японское море. Впервые нанесен на карту в 1863 г. экспедицией В. М. Бабкина. Обследован в 1888 г. экипажем корвета «Витязь». Тогда же назван по фамилии ревизора корабля Эрнеста Ивановича Кубе-Браузера[12].
- Мыс Варгина. Залив Посьета, залив Петра Великого, Японское море. Обследован в 1888 г. экипажем корвета «Витязь». Тогда же назван по фамилии начальника. гидрологической партии Отдельной съёмки Великого океана подпоручика КФШ Сергея Александровича Варгина.
- Мыс Вирениуса (Тэпхунгам). Японское море, Обследован в 1888 г. экипажем корвета «Витязь». Тогда же назван по фамилии старшего офицера корабля Андрея Андреевича Вирениуса. В настоящее время русское название на карты не наносится.
- Полуостров Зарубина. Залив Посьета, залив Петра Великого, Японское море. Впервые нанесен на карту в 1854 г экспедицией фрегата «Паллада». Тогда же именем механика шхуны «Восток» Ивана Ивановича Зарубина был назван мыс этого полуострова. В 1888 г. экипаж корвета «Витязь» в связи с тем, что В. М. Бабкин переименовал мыс Зарубина в мыс Слычкова, закрепил имя Зарубина за полуостровом.
- Мыс Кербера. Японское море. Обследован в 1888 г. экипажем корвета «Витязь». Тогда же назван по фамилии члена экипажа мичмана Людвига Бернгардовича Кербера. В настоящее время русское название на карты не наносится.
- Мыс Максутова. Залив Посьета, залив Петра Великого, Японское море. Обследован в 1888 г. экипажем корвета «Витязь». Тогда же назван по фамилии члена экипажа мичмана Александра Дмитриевича Максутова.
- Мыс Стенина. Залив Посьета, залив Петра Великого, Японское море. Обследован в 1888 г. экипажем корвета «Витязь». Тогда же назван по фамилии исследователя Балтийского моря и Тихого океана подполковника КФШ Алексея Семеновича Стенина.
- Мыс Шульца. Бухта Троицы, залив Посьета, залив Петра Великого, Японское море. Обследован в 1888 г. экипажем корвета «Витязь». Тогда же назван по фамилии члена экипажа мичмана Константина Федоровича Шульца.
- Бухта Витязь. Залив Посьета, залив Петра Великого, Японское море. Впервые нанесен на карту в 1863 г. экспедицией В. М. Бабкина. Обследована в 1888 г. офицерами корвета «Витязь». Тогда же названа в честь своего корабля.
- Скала Витязь (Ссанчжончхо). Район Корейского полуострова, Японское море. Открыта в 1888 г. экипажем корвета «Витязь». Тогда же названа в честь своего корабля. В настоящее время русское название на карты не наносится.

### Названия на карте, нанесенные второй экспедицией крейсера «Витязь»
- Мыс Бахтина (Резкий, Хэмангап). Район Корейского полуострова, Японское море. Обследован в 1893 г. экспедицией корвета «Витязь». Тогда же назван по фамилии вахтенного офицера Леонида Васильевича Бахтина. В настоящее время русское название на карты не наносится.
- Мыс Волчанского. Район Корейского полуострова, Японское море. Обследован в 1893 г. экспедицией корвета «Витязь». Тогда же назван по фамилии члена экипажа Юлиана Казимировича Волчанского.
- Острова Глотова (Голые, Чукто). Район Корейского полуострова, Японское море. Обследован в 1893 г. экспедицией корвета «Витязь». Тогда же названы по фамилии вахтенного офицера Михаила Ивановича Глотова.
- Скала Горшкова (Тоам). Район Корейского полуострова, Японское море. Обследована в 1893 г. экспедицией корвета «Витязь». Тогда же названа по фамилии члена экипажа А. А. Горшкова.
- Камни Губарева (Чукто) Район Корейского полуострова, Японское море. Обследованы в 1893 г. экспедицией корвета «Витязь». Тогда же названы по фамилии врача корабля Павла Михайловича Губарева.
- Банка Дрешера (Мугепхо). Район Корейского полуострова, Японское море. Обследована в 1893 г. экспедицией корвета «Витязь». Тогда же названа по фамилии члена экипажа Петра Яковлевича Дрешера.
- Скалы Елисеева (Хенчхеам). Район Корейского полуострова, Японское море. Обследованы в 1893 г. экспедицией корвета «Витязь». Тогда же названы по фамилии члена экипажа Евгения Пантелеймоновича Елисеева.
- Банка Зарина (Хамхынман). Район Корейского полуострова, Японское море. Обследована в 1893 г. экспедицией корвета «Витязь». Тогда же названа по фамилии командира корабля Сергея Апполинариевича Зарина.
- Банка Комарова (Йохомечжи). Район Корейского полуострова, Японское море. Обследована в 1893 г. экспедицией корвета «Витязь». Тогда же названа по фамилии старшего офицера корабля Леонида Ивановича Комарова.
- Остров Лутонина (Сохвадо). Район Корейского полуострова, Японское море. Обследован в 1893 г. экспедицией корвета «Витязь». Тогда же названы по фамилии вахтенного офицера Сергея Ивановича Лутонина.
- Остров Мордвинова (Тэчжиндо). Район Корейского полуострова, Японское море. Обследован в 1893 г. экспедицией корвета «Витязь». Тогда же названы по фамилии члена экипажа Константина Васильевича Мордвинова.
- Мыс Переслени (Хэочжиндан). Район Корейского полуострова, Японское море. Обследован в 1893 г. экспедицией корвета «Витязь». Тогда же назван по фамилии члена экипажа Михаила Владимировича Переслени.
- Мыс Попова (Квансончванчхи). Район Корейского полуострова, Японское море. Обследован в 1893 г. экспедицией корвета «Витязь». Тогда же назван по фамилии флагманского врача эскадры Тихого океана Владимира Николаевича Попова.
- Банка Рославлева. Район Корейского полуострова, Японское море. Обследована в 1893 г. экспедицией корвета «Витязь». Тогда же названа по фамилии вахтенного офицера Сергея Михайловича Михайлова-Рославлева.
- Остров Симанского (Чончходо). Район Корейского полуострова, Японское море. Обследован в 1893 г. экспедицией корвета «Витязь». Тогда же назван по фамилии вахтенного офицера Ивана Николаевича Симанского.
- Мыс Тыртова (Пэгандан). Район Корейского полуострова, Японское море. Обследован в 1893 г. экспедицией корвета «Витязь». Тогда же назван по фамилии командующего Тихоокеанской эскадрой вице-адмирала Павла Петровича Тыртова.
- Мыс Эбергарда (Калгванчхи). Район Корейского полуострова, Японское море. Обследован в 1893 г. экспедицией корвета «Витязь». Тогда же назван по фамилии флагманского офицера штаба Тихоокеанской эскадры Андрея Августовича Эбергарда.
- Мыс Яневича (Сонхвандансандан). Район Корейского полуострова, Японское море. Обследован в 1893 г. экспедицией корвета «Витязь». Тогда же назван по фамилии обер-аудитора походного штаба эскадры Тихого океана Александра Константиновича Яневич-Яневского.
- Бухта Витязь (Тхвечжоман). Район Корейского полуострова, Японское море. Обследована в 1893 г. экспедицией корвета «Витязь». Тогда же названа в честь своего корабля.
- Скалы Витязь. Район Корейского полуострова, Японское море. Обследованы в 1893 г. экспедицией корвета «Витязь». Тогда же названа в честь своего корабля.

## Международное признание

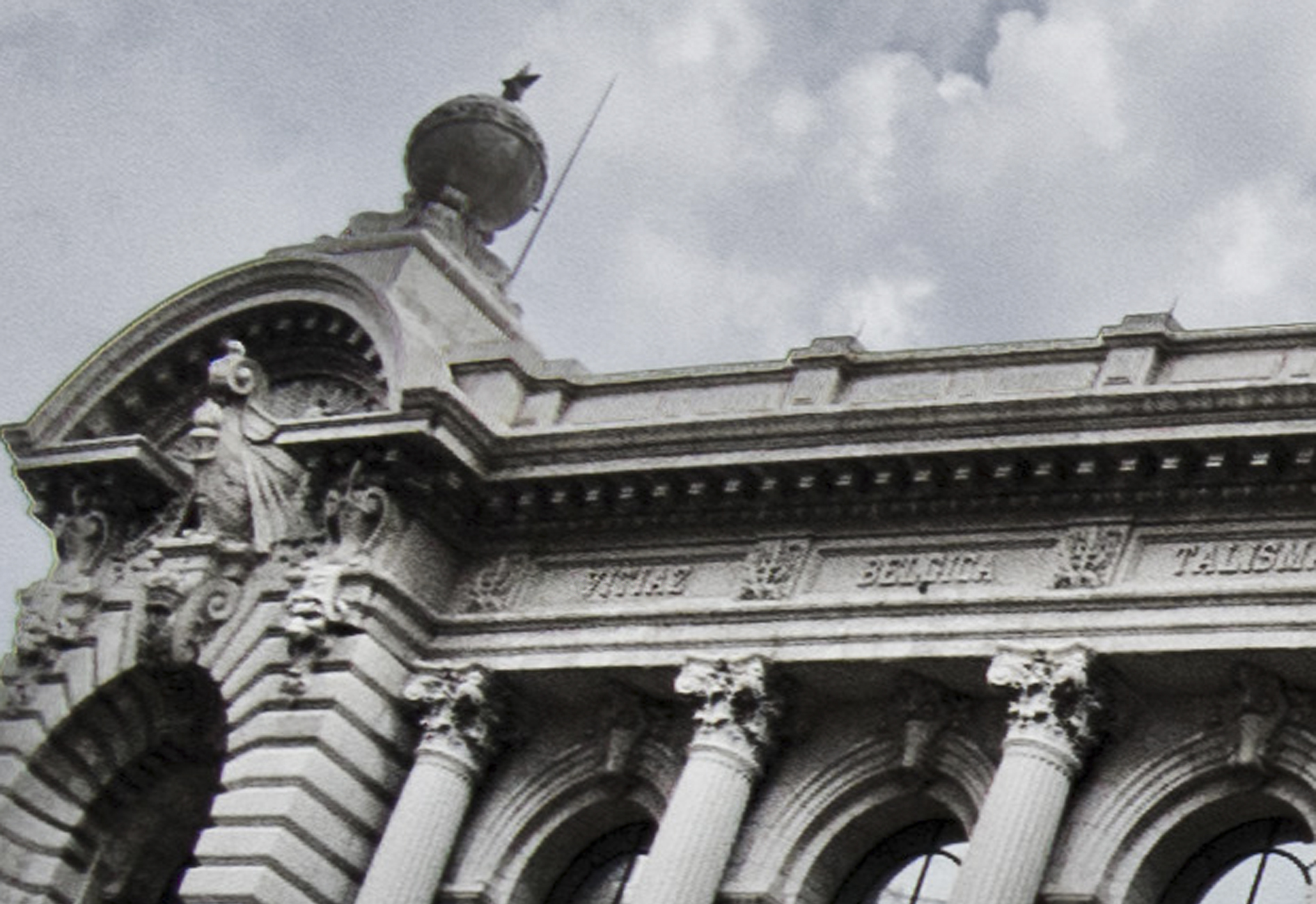
Имя корвета «Витязь» на фронтоне Океанографического музея в Монако

Имя корвета «Витязь» в числе 20 других прославленных экспедиционных судов мира высечено на фронтоне Океанографического музея в Монако.